# 36
Aquesta pàgina és per a l'any. Per al nombre, vegeu trenta-sis.
L'any 36 dC (XXXVI) va ser un any de traspàs que va començar en diumenge del calendari julià. Aleshores, era conegut com l'Any del Consolat d'Al·liè i Plauci (o, amb menys freqüència, l'any 789 Ab urbe condita). La denominació 36 dC per a aquest any s'ha utilitzat des de l'època medieval primerenca, quan l'era del calendari Anno Domini es va convertir en el mètode prevalent a Europa per nomenar els anys.

## Xina
- 25 de desembre – Wu Han comanda a les forces de l'emperador Guang Wu del Han oriental per conquerir l'imperi separatista de Chengjia, reunint la Xina.[1]

## Imperi romà
- Ponç Pilat torna a Roma, després de sufocar un aixecament dels samaritans.
- Luci Vitellius derrota Artaban III de Pàrtia en suport d'un altre aspirant al tron, Tiridates III.
- Herodes Antipas pateix importants pèrdues en una guerra amb Aretas IV de Nabatea, provocada en part pel divorci d'Antipas de la filla d'Aretes. Segons Flavi Josep, es creia popularment que la derrota d'Herodes era un càstig diví per la seva execució de Joan Baptista. L'emperador Tiberi ordena al seu governador de Síria, Vitel·li, capturar o matar Aretas, però ell es resisteix a donar suport a Herodes i abandona la seva campanya a la mort de Tiberi l'any 37 dC.[2]
- Marc Claudi Marcel VII esdevé governador de Judea romana i Samària.
- Conversió de Pau de Tars (Sant Pau) al cristianisme (data popular).